# Idiot (roman)
Idiot (rusko Идиот) je  peti roman Fjodorja Mihajloviča Dostojevskega o mladem knezu Miškinu, ki se vrača iz večletnega zdravljenja v Švici, nazaj v rodno Rusijo. Prvič je izšel med januarjem leta 1868 in februarjem 1869 v časopisu Ruski vestnik (Русский вестник). Dostojevski je hotel roman najprej nasloviti kot Knez Miškin.
Roman je v slovenščino prevedel Janko Moder leta 1959.
Že na vlaku se seznani z dvema Peterburžanoma in si iz pogovora z njima pridobi veliko uporabnih informacij. V Sankt-Peterburgu knez najprej odide k družini generala Jepančinova, saj je njegova žena ravno tako iz rodu Miškinov. Je skoraj brez prebite pare v žepu, a ga v Peterburgu srenja takoj sprejme za svojega, saj ga obravnava kot nekakšnega nedolžnega tepčka, ki jim služi v zabavo. Istega dne spozna tudi slavno fatalko Nastasjo Filipovno in njena podoba, ga že prej, ko jo vidi na fotografiji, čisto očara. Povabi se na večerjo, ker naj bi Nastasja sprejela oz. zavrgla snubitev nekega mladega uradnika. Istočasno pa jo snubi tudi trgovčev sin Rogožin, ki zanjo ponuja velike vsote. Med večerjo Nastasja zavrne uradnika in se hoče poročiti z Rogožinom, a jo zasnubi tudi knez Miškin. Vsi navzoči so presenečeni, a Nastasja vseeno oddide z Rogažinom, ker se ji zdi, da kneza ni vredna.
Zgodba se nato nadaljuje čez nekaj let, v letovišču, kamor pride tudi knez Miškin in pa tudi družina generala Jevpačina. Po letovišču krožijo zgodbe o tem kako je v Moskvi Nastasja večkrat pribežala h knezu in nato zopet zbežala od njega nazaj k Rogožinu in mu zopet obljubila, da se bo z njim poročila.
Knez izve, da je v letovišču tudi Nastasja in to je eden glavnih razlogov zakaj je prišel. Prišel pa je tudi zato, da bi videl in se pogovoril z Aglajo Ivanovo Jepančinovo, najmlajšo in najlepšo hčerko generala, ki ji je iz Moskve tudi na kratko pisal in jo prosil za prijateljstvo. Aglaja je zelo muhasta in zato knez do zadnjega ni vedel pri čem je, čeprav jo je zaprosil za roko. Generalova družina se s poroko ni strinjala, saj knez sploh ni bil premožen, poleg tega pa je bil, kljub temu, da so se z njim dobro razumeli, še vedno le tepček. Poroke Aglaje in Miškina si na videz želi tudi Nastasja Filipovna, ki na skrivaj piše Aglaji in jo prosi naj se poroči z Miškinom in obljubi, da se bo nato ona poročila z Rogažinom. Aglaja se pred poroko hoče še enkrat prepričati kako je z razmerjem med Miškinom in Nastasjo, zato odide skupaj s knezom na obisk k njej. Ženski se nato sporečeta in postavita knezu ultimat, naj se odloči za eno izmed njiju. Knez je nekaj časa tiho in v tistem Aglaja zbeži iz hiše. Miškin steče za njo, a Nastasja omedli, zato jo prime in nese nazaj. Nastasja mu obljubi, da se bo z njim poročila. Na poročni dan, pa zopet zbeži k Rogožinu. Knez jo išče in ko končno najde Rogažina, ugotovi, da jo je le ta ubil. Rogožina obsodijo, knez pa zopet doživi napade svoje prejšne bolezni, zato se vrne na zdravljenje v Švico.